# Colletes gandhi
Colletes gandhi är en biart som beskrevs av Kuhlmann 2003. Colletes gandhi ingår i släktet sidenbin, och familjen korttungebin. Inga underarter finns listade i Catalogue of Life.